# Valle de sombras
Valle de sombras es una película española de aventuras, supervivencia y thriller de 2024, dirigida por Salvador Calvo y escrita por Alejandro Hernández. Está protagonizada por Miguel Herrán, Susana Abaitua, Iván Renedo, Alexandra Masangkay, Stanzin Gombo y Morup Namgyal. Se estrenó en cines el 12 de enero de 2024, con distribución de Walt Disney Studios Motion Pictures bajo el sello de Buena Vista International España.

## Trama
Cordillera del Himalaya, año 1999. Quique, Clara y el pequeño Lucas, disfrutan de sus primeras vacaciones juntos en el norte de la India. Una noche, durmiendo al raso durante una tormenta, sufren un brutal ataque por unos bandidos. Horas después, Quique es rescatado por un nativo y trasladado a una remota aldea aislada en las montañas. Allí, incomunicado y sin posibilidad de regresar a la civilización, permanece hasta la llegada del invierno, que permite la formación de la única vía de salida de la aldea: el río helado. El camino de vuelta, lleno de peligros, en compañía de varios niños de la aldea, pondrá a prueba todo lo que Quique ha aprendido durante su estancia en el corazón del Himalaya.

## Reparto
- Miguel Herrán como Quique
- Susana Abaitua como Clara
- Iván Renedo como Lucas
- Alexandra Masangkay como Prana
- Stanzin Gombo
- Morup Namgyal

## Producción
En febrero de 2022, se anunció por primera vez que el cineasta Salvador Calvo dirigiría su tercer largometraje, Valle de sombras, en el norte de la India, bajo la producción de Atresmedia Cine. El 22 de abril de 2023, se anunció que parte del rodaje de la película tendría lugar en Gran Canaria. El rodaje de la película concluyó a finales de junio de 2023 en las montañas del Himalaya en India. El presupuesto de la película es de más de cinco millones de euros, incluyendo 1.2 millones de euros procedentes de las ayudas generales del ICAA, convirtiéndola en una de las producciones españolas más caras de los últimos años.

## Lanzamiento y marketing
El 27 de octubre de 2023, Buena Vista International España lanzó el primer tráiler de Valle de sombras y anunció que la película sería estrenada en cines españoles el 12 de enero de 2024.

## Rodaje
La película se rodó en Himachal Pradesh y Ladakh, dos estados indios donde nace la falda suoreste del Himalaya. Ambos territorios están muy cerca de Pakistán, por lo que se podría decir que en ellos confluyen tres culturas: la tibetana, la musulmana y la hinduista. Asimismo, muchas escenas fueron grabadas en la isla de Gran Canaria. Entre las localizaciones destaca el Río Zanskar, que tal y cómo se describe en la película, es la única vía de unión entre aldeas cuando se congela en invierno. También se rodó en el Monasterio de Key, en el Valle de Spiti y en la ciudad de Leh. El equipo de rodaje explica que grabaron escenas a más de 3.000 metros de altitud, donde tuvieron que adaptarse durante varios días al mal de altura, así como temperaturas de hasta -20 grados.

## Recepción

### Taquilla
En su primera semana, Valle de sombras se estrenó en 321 cines, coincidiendo principalmente con los estrenos de Chicas malas y Beekeeper: El protector, entre otras cintas. La cinta recaudó 455.857 euros en su estreno, para un promedio por copia de 1.420 euros, ocupando el cuarto puesto de la taquilla. En su segunda semana, la película cayó un 30% hasta los 316.407 euros en 310 cines, para un promedio por copia de 1.021 euros y un acumulado de un millón de euros, ocupando el puesto 7 de la taquilla. En su tercera semana, la película volvió a caer un 42% con 183.537 euros en 289 cines, para un promedio de 635 euros y un acumulado de 1.32 millones, ocupando el octavo puesto de la taquilla.

### Crítica
Valle de sombras ha recibido críticas generalmente positivas por parte de los críticos. En FilmAffinity, a partir del 14 de enero de 2024, un total de seis críticas profesionales de la película han sido recopiladas, de las cuales tres son positivas y tres son mixtas.
José María Aresté de deCine21 le dio a la película un 6 de 10, calificándola de "vistosa" y diciendo que "hay un esfuerzo en atrapar el realismo en muchos pasajes espectaculares, de personas despeñándose, sufriendo un alud de nieve, o atravesando pasos peligrosos que producen auténtico vértigo", además de opinar que "aunque el film de dos horas se hace largo, podría haber sido narrativamente más ágil, el conjunto tiene interés", además de elogiar la interpretación de Miguel Herrán como "su rol más maduro hasta la fecha". José Pérez López de Nosolocine también elogió la película, diciendo que "el tándem Salvador Calvo-Alejandro Hernández demuestra que funciona, que si hay una buena historia que contar [...], se vuelcan en el proyecto" y que "Los conflictos están muy bien planteados, los contrastes también", además de elogiar la banda sonora de Roque Baños y la dirección de fotografía de Álex Catalán, y también fue positivo con la interpretación de Herrán a pesar de catalogarle como "demasiado joven para su personaje", conlcuyendo que "es una buena película, quizá no totalmente redonda [...], pero que es muy interesante y que en varios momentos logra conmover" Javier Escribano de Hobby Consolas le dio a la película un 78 de 100, explicando que el concepto de la película "casi cualquier director [lo] hubiera convertido en un thriller de supervivencia, misterio, acción o incluso terror", pero que "a la pluma de Hernández y la cámara de Calvo les interesa mucho más el conflicto interior", diciendo que "esquiva todo peligro gracias a un reparto de personajes autóctonos [...] con muchos matices"; también elogió el trabajo de producción como "apabullante" y al final concluyó que "puede decepcionar a quien espere algo de aventuras o de supervivencia extrema [...], pero es una de esas películas que son capaces de hacerte sentir que de verdad has viajado a otro país, casi otro mundo, y a su vez salir del cine extrapolando sus enseñanzas para tu día a día". Toni Vall de Cinemanía le dio a la película un 6 de 10, describiendo el largo fragmento central como "euna pieza de contención, de observación" y que "te deja poso", concluyendo que "es sutil [...] clásica [y] simple sin ser simplona" y alegando que "qué bien cuando las decisiones están bien tomadas, cuando lo fácil, aunque sin duda goloso, no es la prioridad".
Oti Rodríguez Marchante de ABC le dio a la cinta un 6 de 10, calificándola de "asombrosa y extraordinaria" y "un festín para las curiosidades del espectador" y escribiendo que "se entienden fácilmente las enormes dificultades de Salvador Calvo y todo el equipo [...] por lo que solo se puede felicitarlos". Juan Pando de Fotogramas le dio a la película tres estrellas de cinco, escribiendo que en Valle de sombras "dos películas, de tono e interés muy distintos" y aunque elogió los valores de producción y los paisajes como "impresionantes" y destacó la interpretación de Stanzin Gombo, del ritmo pausado dijo que "lastra [...] el relato, que no acaba de reflejar en toda su intensidad el riesgo, suspense y emociones del viaje de conocimiento interior y autoperdón del protagonista". Javier Ocaña de El País describió el largometraje como "digno y posee factura técnica impecable", pero también dijo que "le falta hondura y le sobran pesadillas mal compuestas en imagen y montaje" Luis Martínez de El Mundo le dio a la película tres estrellas de cinco, escribiendo con su "sorprendente y voraz" arranque, Calvo "se arriesga a prácticamente todo" y que aunque "no siempre la cinta alcanza a sortear los infinitos obstáculos a los que voluntariamente se somete" también agradeció "el inconformismo, la sorpresa constante y la voluntad de ser lo contrario de todas las expectativas que genera [...] en le espectador a cada paso que da". Antonio Fuentes Belando de Cinemagavia le dio a la película un 7 de 10, escribiendo que "pretende alejarse de los tópicos heroicos para hacer hincapié acertadamente en el camino hacia la sanación frente a la búsqueda de venganza" y que "el público logrará conectar con su conflicto interior", además de elogiar el apartado técnico y las actuaciones de Herrán, Susana Abaitua y Alexandra Masangkay, concluyendo que "es justo confirmar que la última gran aventura de Salvador Calvo no decepciona" y que la cinta "demuestra la valía de un cine patrio más ambicioso".
Pedro de Frutos de El Ónfalos le dio a la película un 6,9 de 10, escribiendo que la película le "[mantuvo] en vilo, con algunas secuencias superfluas y la inmensidad de una cordillera tan peligrosa como atractiva." Yoel González de Contraste.info le dio a la película tres estrellas de cinco, elogiando el diseño de producción y la actuación de Herrán, pero fue muy crítico con el guion, al cual calificó como "irregular", escribiendo que "si bien se plantea como un thriller, lo cierto es que acaba siendo puro drama" y que "va dosificando a cuentagotas las acciones que permiten avances argumentales y roza el tedio por momentos, mientras que en otros avanza a trompicones y, al final, cierra con una no-resolución insatisfactoria" Xavi Serra de Ara le dio a la película una crítica negativa de dos estrellas de cinco, escribiendo que "se esfuerza por equilibrar una visión más realista de[l Himalaya] con una historia que recurre a lugares comunes" y que los pocos personajes secundarios, en especial el de Masangkay, "no acaban de funcionar", y fue crítico con la actuación de Herrán, dicendo que "le pesa demasiado la responsabilidad de llevar todo el filme sobre los hombros [y] se le nota fuera de registro", además de decir que "no [...] sabe extraer [la] dimensión dramática o espiritual" de sus localizaciones.

### Premios y nominaciones
| Año  | Premio            | Categoría                     | Recipientes                                   | Resultado | Referencias |
| ---- | ----------------- | ----------------------------- | --------------------------------------------- | --------- | ----------- |
| 2024 | Premios Goya 2024 | Mejor Dirección de Producción | Leire Aurrekoetxea y Luis Gutiérrez           | Nominados | [ 28 ]      |
| 2024 | Premios Goya 2024 | Mejor Maquillaje y Peluquería | Sarai Rodríguez, Noé Montes y Óscar del Monte | Nominados | [ 28 ]      |
| 2024 | Premios Goya 2024 | Mejores Efectos Especiales    | Raúl Romanillos y Míriam Piquer               | Nominados | [ 28 ]      |